# Зільц
Зільц (нім. Silz) —  громада округу Імст у землі Тіроль, Австрія.
Зільц лежить на висоті  654 м над рівнем моря і займає площу  65,67 км². Громада налічує 2555 мешканців. 
Густота населення 39/км².  
|                                |
| Зільц на мапі округу та землі. |

 Адреса управління громади: Widumgasse 1, 6424 Silz (Tirol). 

## Демографія
Історична динаміка населення міста за даними сайту Statistik Austria

## Виноски
1. ↑  Dauersiedlungsraum der Gemeinden Politischen Bezirke und Bundesländer - Gebietsstand 1.1.2018 — Статистичне управління Австрії.
2. ↑  https://www.statistik.at/blickgem/blick1/g70219.pdf
3. ↑  www.silz.tirol.gv.at. Архів оригіналу за 23 березня 2022. Процитовано 24 березня 2022.
4. ↑  Gemeindedaten von Silz (Tirol). Архів оригіналу за 1 лютого 2016. Процитовано 21 липня 2013.

| Австрія | Це незавершена стаття з географії Австрії. Ви можете допомогти проєкту, виправивши або дописавши її. |